# Tunisair

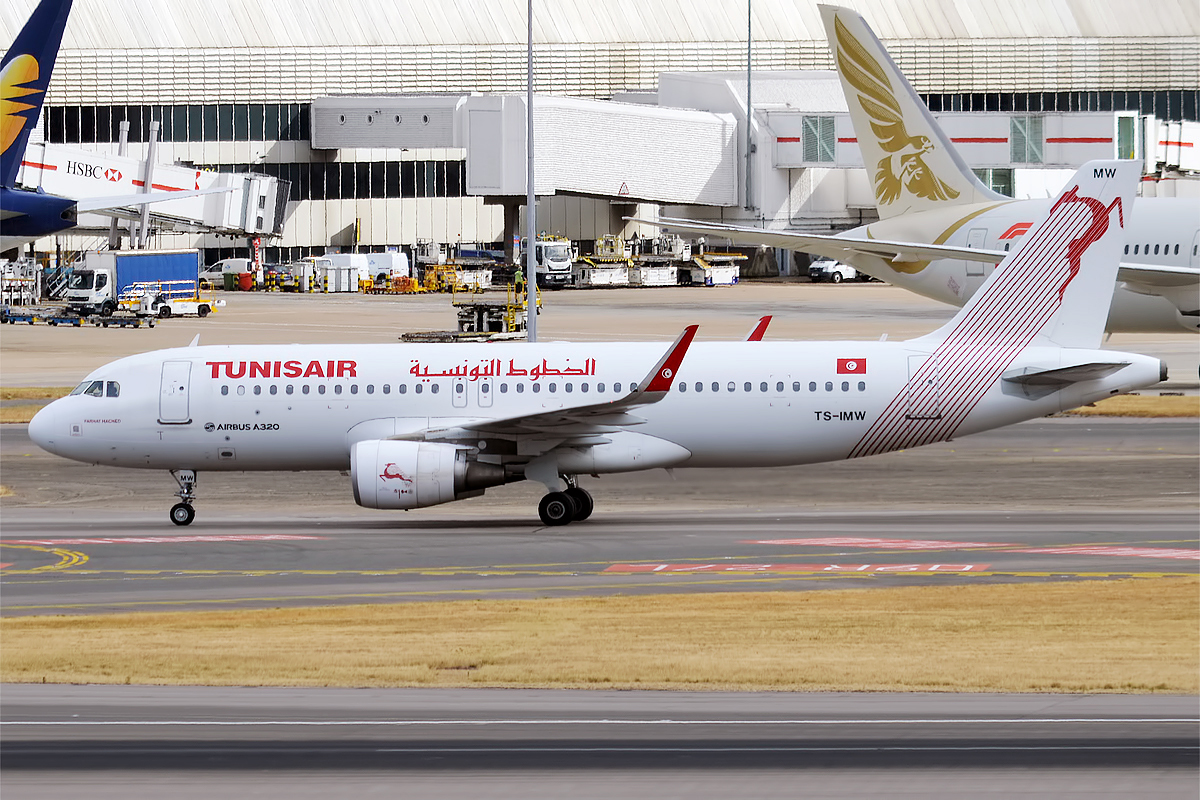
Airbus A320-214

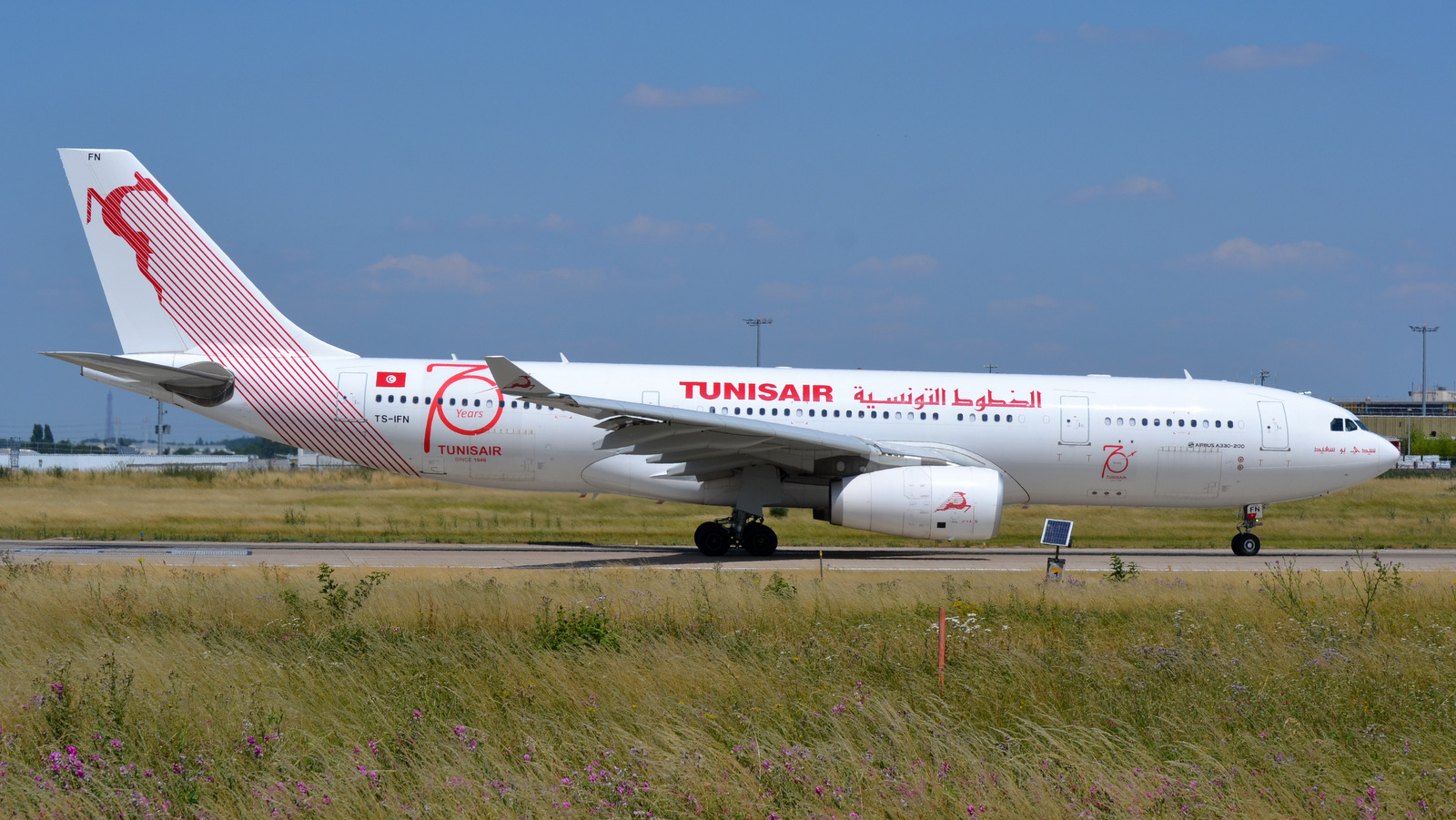
Airbus A330-200

Société Tunisienne de l'Air « TUNISAIR –  SA » (Chữ Ả Rập: الخطوط الجوية التونسية) là hãng hàng không quốc gia của Tunisia. Hãng có các tuyến đường quốc tế tới châu Âu, châu Phi và Trung Đông. Căn cứ chính của hãng ở Sân bay quốc tế Tunis-Carthage. Tunisair là hội viên của Tổ chức các hãng hàng không Ả rập.

## Lịch sử
Tunisair được thành lập năm 1948 do thoả thuận giữa chính phủ Tunisia và hãng Air France. Hãng bắt đầu hoạt động từ năm 1949. Năm 1957, chính phủ Tunisia nắm đa số cổ phần của Tunisair.

## Các điểm đến

### Châu Phi
- Algérie
  - Algiers
  - Oran
- Ai Cập
  - Cairo
- Libya
  - Benghazi
  - Tripoli
- Maroc
  - Casablanca
- Tunisia
  - Djerba
  - Gafsa
  - Monastir
  - Sfax
  - Tabarka
  - Tozeur
  - Tunis
- Côte d'Ivoire
  - Abidjan
- Mali
  - Bamako
- Mauritanie
  - Nouakchott
- Sénégal
  - Dakar

### Châu Á
- Bahrain
  - Manama
- Kuwait
  - Thành phố Kuwait
- Liban
  - Beirut
- Jordan
  - Amman
- Ả Rập Xê Út
  - Jeddah
- Syria
  - Damascus
- Các Tiểu vương quốc Ả Rập Thống nhất
  - Dubai

### Châu Âu
- Áo
  - Viên
  - Linz
  - Salzburg
- Bỉ
  - Brussels
  - Liege
- Cộng hòa Séc
  - Praha
- Pháp
  - Bordeaux
  - Lille
  - Lyon
  - Marseille
  - Mulhouse
  - Nantes
  - Nice
  - Paris
  - Strasbourg
  - Toulouse
- Đức
  - Berlin
  - Düsseldorf
  - Frankfurt
  - Hamburg
  - Munich
  - Nürnberg (bay thuê bao)
  - Leipzig (bay thuê bao)
  - Erfurt (bay thuê bao)
- Hy Lạp
  - Athens
  - Thessaloniki (bay thuê bao)
- Hungary
  - Budapest
- Ý
  - Milano
  - Palermo
  - Roma
  - Napoli
  - Bologna (bay thuê bao)
  - Verona (bay thuê bao)
- Luxembourg
  - Luxembourg
- Hà Lan
  - Amsterdam
- Bồ Đào Nha
  - Lisbon
- Serbia
  - Belgrade
- Tây Ban Nha
  - Barcelona
  - Bilbao
  - Madrid
  - Santiago (bay thuê bao)
- Thụy Sĩ
  - Genève
  - Zürich
- Thổ Nhĩ Kỳ
  - Istanbul
- Vương quốc Anh
  - Luân Đôn

## Đội bay

### Đang hoạt động
Tính đến tháng 11/2021:
| Máy bay         | Đang hoạt động | Đặt hàng | Hành khách | Hành khách | Hành khách | Ghí chú               |
| Máy bay         | Đang hoạt động | Đặt hàng | C          | Y          | Tổng       | Ghí chú               |
| --------------- | -------------- | -------- | ---------- | ---------- | ---------- | --------------------- |
| Airbus A319-100 | 4              | —        | 16         | 90         | 106        |                       |
| Airbus A319-100 | 4              | —        | —          | 144        | 144        |                       |
| Airbus A320-200 | 14             | —        | —          | 162        | 162        |                       |
| Airbus A320neo  | —              | 5        | TBA        | TBA        | TBA        | Giao hàng từ năm 2021 |
| Airbus A330-200 | 2              | 2        | 24         | 242        | 266        |                       |
| Boeing 737-600  | 7              | —        | —          | 126        | 126        |                       |
| Tổng cộng       | 27             | 7        |            |            |            |                       |

### Dừng hoạt động
- Airbus A300-600
- Boeing 737-500